# Kulula.com
kulula.com fue una aerolínea de bajo coste con base en Johannesburgo, Sudáfrica. Efectuaba vuelos de cabotaje a todas las ciudades grandes y vuelos regionales a Namibia, Mauricio y Zimbabue. Su principal base era el Aeropuerto Internacional de Johannesburgo, en Johannesburgo.
El nombre de kulula significa "fácilmente" en Zulú.

## Historia
La aerolínea fue fundada en julio de 2001 y comenzó a operar en agosto de 2001. Es una filial de Comair Limited (que es a su vez franquicia de British Airways) y fue fundada por estos como una alternativa de bajo coste.
La aerolínea cesó sus operaciones el 31 de mayo de 2022.

## Flota histórica

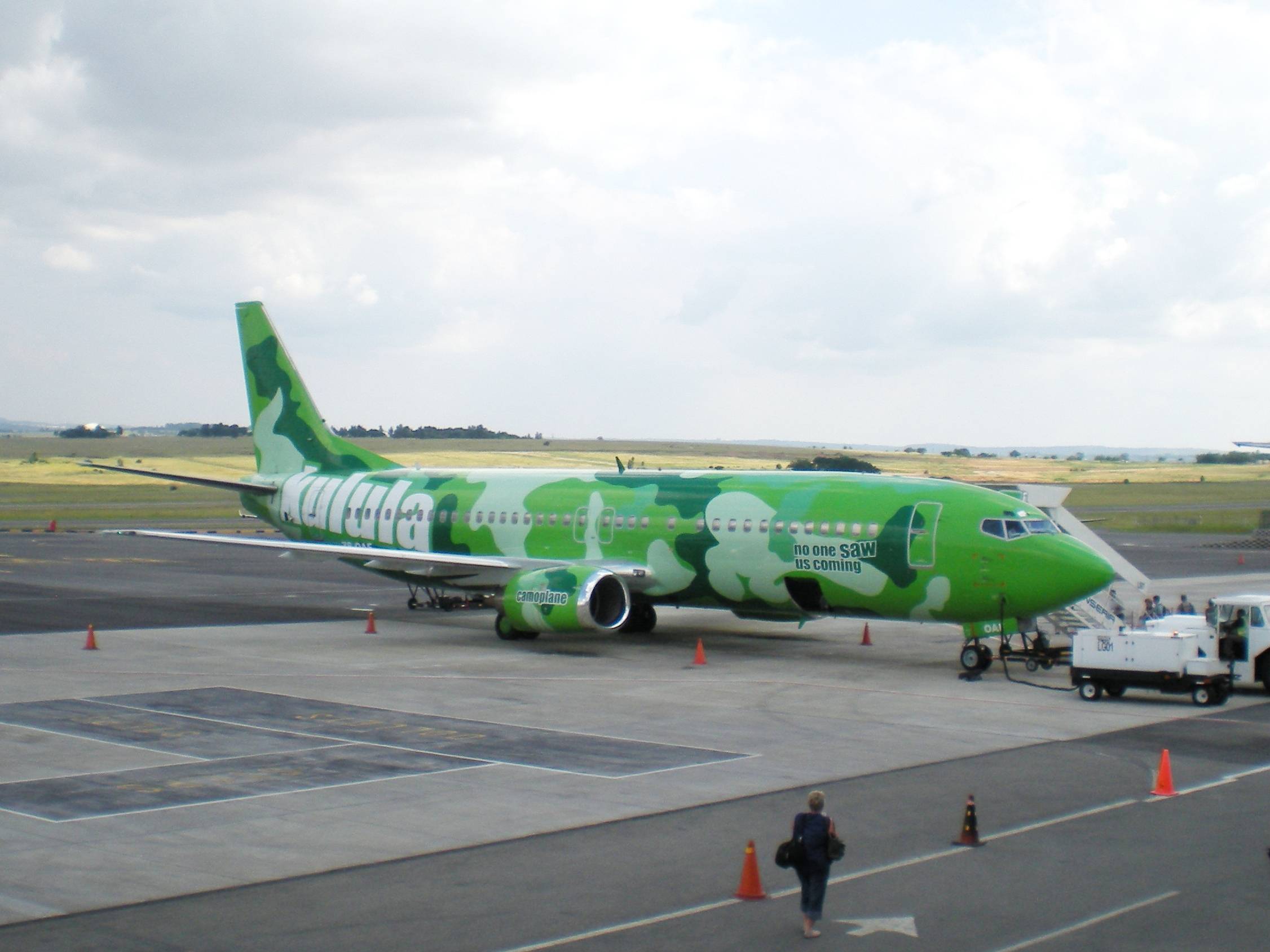
Avión de Kulula.com en Lanseria.

La aerolínea durante su existencia operó las siguientes aeronaves:

## Servicios en vuelo
Kulula ofrece comida y bebida para su compra a bordo,.